# Eddie Kaye Thomas
Eddie Kaye Thomas (ur. 31 października 1980 w Nowym Jorku) – amerykański aktor.
Jako dwunastolatek zadebiutował na Broadwayu. Występuje w filmach kinowych i serialach telewizyjnych. Pojawił się w filmie Tabu, obok Nicka Stahla, oraz w horrorze Furia: Carrie 2, jednak szczególną popularność przyniosła mu rola Fincha w czterech komediach z serii American Pie.